# Beni Zid
Beni Zid (în arabă بنى زيد) este o comună din provincia Skikda, Algeria.
Populația comunei este de 20.697 de locuitori (2008).